# Добош (ватрено оружје)
Добош (енгл. Cylinder), део револвера који садржи барутне коморе и метке, са механизмом за окретање и забрављивање, као и избацивање празних чахура.

## Карактеристике
Добош је цилиндричног облика и садржи 5-8 цилиндричних лежишта за метке (барутних комора). Повлачењем ороза (старији револвери са обарачем једноставног дејства) или притиском на обарач (револвери са обарачем двоструког дејства) окреће се око уздужне осовине (паралелно са осом цеви) и доводи барутну комору и метак према цеви. Пошто се опаљење врши у добошу, искоришћење барутних гасова је непотпуно, па је домет револвера релативно мали (до 50 м).

### Пуњење
Први модерни револвери (Колт Патерсон и други) пунили су се полусједињеним мецима: барутно пуњење и зрно стављани су у цилиндрична лежишта у добошу спреда (шипком), а каписле на шупље пипке позади, кроз чију се шупљину њена ватра преносила на барутно пуњење. Од 1857. појавили су се револвери који се пуне сједињеним металним мецима отпозади, и то отварањем вратанаца - резе (најчешће), померањем добоша у страну (Смит и Весон), преклапањем цеви (Енфилд) или преклапањем цеви и добоша (Маузер). Усавршен је и систем пражњења: притиском на полугу у средини добоша (са предње стране) избациване су све чахуре (први пут примењено код британског револвера Доџ).